# Биберник
Биберник (енгл. Pepperbox), пиштољ капислар са више паралелних цеви које се окрећу око централне осовине, претеча револвера.

## Карактеристике
Пиштољи типа биберник имали су табан на капислу и више (3-8) паралелних цеви које се окрећу око централне осовине паралелне са осом цеви. Све цеви су се пуниле појединачно, спреда (барутом и куглом), и имале су посебну шупљу брадавицу на задњем крају, на коју се стављала каписла. Опаљивање се вршило зајдничким табаном: ороз се натезао ручно, а повлачење обарача обртало је осовину цеви, постављало нову цев у раван са орозом и ослобађало ороз који је ударцем активирао капислу. Ови пиштољи (или рани револвери) названи су тако зато што су отвори цеви радијално распоређених око централне осовине подсећали на стону посуду за бибер. Били су популарни у периоду између 1830. и 1860, иако су технички били непоуздани: недостатак преграда између каписли могао је да доведе до ланчаног опаљивања више цеви одједном, а присуство већег броја цеви чинило је ове пиштоље веома тешким и непрецизним.
Разлика између биберника и правог револвера капислара (од којих је први био Колт Патерсон, конструисан 1835) била је у томе што је револвер имао само једну цев и више (5-8) ротирајућих барутних комора у добошу, док је биберник имао више ротирајућих цеви. Стога су револвери били знатно лакши, а постојање преграда између каписли у цилиндру чинило је ланчано паљење мање вероватним (иако су случајеви ланчаног паљења и експлозије добоша код Колта Вокер из 1847. били веома добро познати у своје време).